# Fridtjov Birkeli

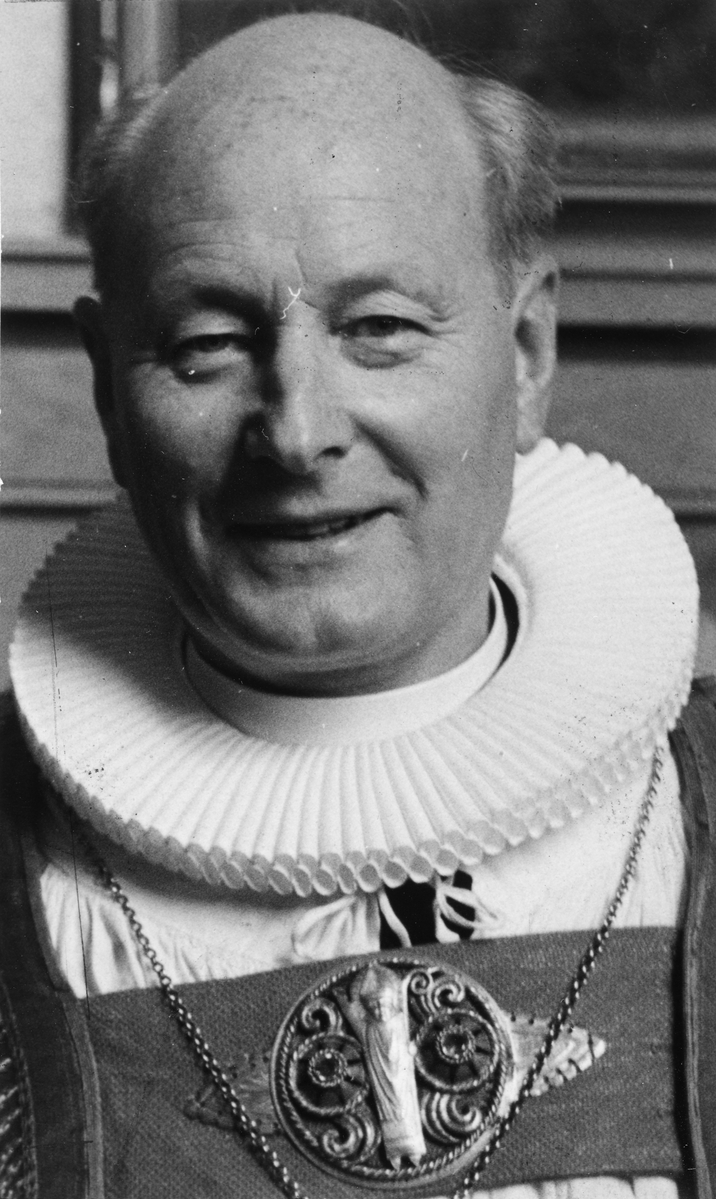
Fridtjov Birkeli (1968)

Fridtjov Søiland Birkeli (* 26. Mai 1906 in Toliara, Madagaskar; † 17. September 1983 in Oslo) war ein norwegischer lutherischer Geistlicher und Theologe. Er war von 1961 bis 1968 Bischof im Bistum Stavanger und anschließend bis 1972 Bischof im Bistum Oslo der Norwegischen Kirche. Bedeutung hat er auch als Kirchenhistoriker und Missionswissenschaftler.

## Leben
Birkeli wuchs als Sohn des Missionars Emil Birkeli (1872–1952) zunächst in Madagaskar und später in Norwegen auf. Er studierte ab 1925 an der Menighetsfakultet in Oslo und legte 1930 das theologische Kandidatenexamen ab. Nach einer kurzen Tätigkeit als Jugendsekretär der Norske Misjonsselskap (NMS) wurde er 1933 für den Missionsdienst ordiniert. Von 1933 bis 1944 arbeitete er als Missionar in Madagaskar; nebenamtlich lehrte er ab 1937 am Ivory Theological Seminary in Fianaratsoa. Eine schwere Krankheit zwang ihn 1945 zur Rückkehr nach Norwegen. Von 1948 bis 1954 war er Redakteur der von der NMS herausgegebene Norsk Misjonstidende. Während dieser Zeit entstand eine Dissertation über die Anfangszeit der norwegischen Missionsarbeit in Madagaskar, aufgrund der er 1952 an der Universität Oslo zum Dr. theol. promoviert wurde. 
1954 wurde Birkeli Leiter der Abteilung für Weltmission beim Lutherischen Weltbund in Genf. Hier setzte er sich für neue Methoden der Evangelisierung ein, z. B. über den Rundfunk. Auf seine Initiative geht die Gründung des Rundfunksenders Radio Voice of the Gospel in Addis Abeba zurück. Von 1957 bis 1961 arbeitete er als Generalsekretär der NMS.
1960 wurde Birkeli von der norwegischen Regierung zum Bischof von Stavanger bestimmt und im folgenden Jahr im Dom zu Stavanger in sein Amt eingeführt. Auch hier galt sein vorrangiges Interesse der Förderung der Mission. Er betrieb den Ausbau des Klosters Utstein zur Konferenz- und Bildungsstätte. Als Vorsitzender einer Kommission zur Kirchenreform setzte er sich dafür ein, die Staatskirche zu einer geistlichen Gemeinschaft umzugestalten. Auf internationaler Ebene wirkte er von 1960 bis 1966 als Präsident der United Bible Societies und von 1963 bis 1968 als Präsident der World Association for Christian Broadcasting.
1968 wurde Birkeli zum Bischof von Oslo bestimmt. Das Amt war damals noch mit dem des Vorsitzenden (preses) der Bischofskonferenz verbunden, so dass er der höchste geistliche Repräsentant seiner Kirche war. 1968 vollzog er die Trauung des damaligen Kronprinzen Harald mit Sonja Haraldsen, 1971 taufte er ihre Tochter Märtha Louise.
Im Jahr 1972 erklärte Birkeli, der noch bis 1976 hätte amtieren können, seinen vorzeitigen Rücktritt, offiziell aus gesundheitlichen Gründen. Wie erst Jahrzehnte später öffentlich bekannt wurde, war der tatsächliche Grund aber, dass er seit einigen Jahren eine außereheliche Beziehung zu seiner früheren Verlobten unterhielt. Die drohte nun bekannt zu werden, nachdem er schon Zehntausende von Kronen an einen Erpresser gezahlt hatte. Birkeli wollte den Grund seines Rücktritts offenlegen; seine Bischofskollegen und das Kirchenministerium rieten aber zum Schweigen, und auch Teile der Presse, die informiert waren, publizierten nichts zu der Affäre. Erst 2002 machte die Zeitung Vårt Land die Sache publik, nachdem alle Beteiligten einschließlich der Tochter des Ehepaares Birkeli gestorben waren. Nach dem Ausscheiden aus dem Amt beschäftigte sich Birkeli weiter mit theologischer Forschung, unter anderem zur Geschichte der Christianisierung Norwegens.

## Ehrungen
Birkeli war Mitglied der Kongelige Norske Videnskabers Selskab und des Order of the British Empire sowie Komtur mit Stern des Sankt-Olav-Ordens (1968). Die Universitäten Hamburg, Sioux Falls und Uppsala zeichneten ihn mit Ehrendoktorwürden aus.

## Schriften (Auswahl)
- Med penn og kamera på Madagaskar. Det Norske misjonsselskaps forlag. Stavanger 1935.
- Madagaskar for Kristus. En liten skisse av evangelisten Rajaoféras liv og virke. Misjonsselskapets forlag, Stavanger 1937.
- Politikk og misjon. De politiske og institusjonelle forhold på Madagaskar og deres betydning for den norske misjons grunnlegging 1861–1875. Diss. Oslo 1952.
- Spenningens kontinent. Misjonsselskapets forlag, Stavanger 1959.
- Gjennom stengte dører. Litt om kirkens misjonsdimensjon. Land og kirke, Oslo  1962.
- Der paradisfuglen bor. Nomi, Stavanger 1963.
- Sønner av Solskinnsøya. Ti gassiske profiler. Bergen 1967.
- Kirken i en forandret verden. Nomi, Stavanger 1968.
- Norske steinkors i tidlig middelalder. Universitetsforlaget, Oslo 1973.
- Norge møter kristendommen. Fra vikingtiden til ca. 1050. Aschehoug, Oslo 1979.
- Hva vet vi om kristningen av Norge? Utforskningen av norsk kristendoms- og kirkehistorie fra 900- til 1200-tallet. Universitetsforlaget, Oslo 1982.
- Tolv vintrer hadde kristendommen vært i Norge. Verbum, Oslo 1995.